# كوق
كوق (بالقُسطانيَّة: Cuc، وتعني الظلام) هي بلدية فرنسية تقع في إقليم تارن، في جنوب فرنسا.

## طالِع أيضًا
- بلديات إقليم تارن